# Manhattan (Nevada)
Manhattan es un área no incorporada ubicada en el condado de Nye en el estado estadounidense de Nevada.

## Geografía
Manhattan se encuentra ubicado en las coordenadas 38°32′20″N 117°4′24″O / 38.53889, -117.07333.